# Hans Spemann
Hans Spemann, född 27 juni 1869 i Stuttgart , död 9 september 1941 i Freiburg im Breisgau, var en tysk zoolog. 
Spemann blev professor i zoologi 1908 vid Rostocks universitet och 1919 vid Freiburgs universitet. Han utövade en högt uppskattad verksamhet på den experimentella morfologins område. Mycket betydelsefulla är hans många experimentella undersökningar rörande ögonlinsens bildning och hans transplantationer av organ under embryonalutvecklingen. År 1935 erhöll han Nobelpriset i fysiologi eller medicin.